# Луганский трамвай
Луганский трамвай (укр. Луганський трамвай) — закрытая трамвайная система в городе Луганск Луганской области Украины. Открыта 1 мая 1934 года. По состоянию на 7 октября 2011 года имелось 9 маршрутов, 92,2 км рельс, 1 депо и 37 вагонов.
Движение трамваев было прекращено из-за боевых действий 15 июля 2014 года и не возобновлялось ввиду нерентабельности. В октябре 2020 года часть путей была демонтирована. 26 июня 2022 года была снята вся контактная сеть. 18 января 2023 года предприятие ГКП «Луганскэлектротранс» ликвидировано.

## Маршруты
| Маршрут | Начальная остановка  | Конечная остановка                   | Период работы | График работы (по времени отправления) Выходной или воскресный график |
| ------- | -------------------- | ------------------------------------ | ------------- | --------------------------------------------------------------------- |
| 1       | 3-й километр         | ХК «Лугансктепловоз»                 | до 2014       | 3-й километр — 05:40 — 17:08 ХК «Лугансктепловоз» — 05:18 — 16:46     |
| 2       | Кв. Дзержинского     | 3-й километр                         | до 2014       | 05:45 — 18:30, интервал — 25-50 мин.                                  |
| 3       | ХК «Лугансктепловоз» | Малая Вергунка                       | до 2014       | 05:30 — 17:40, интервал 30 мин.                                       |
| 3а      | ХК «Лугансктепловоз» | 7-я проходная ХК «Лугансктепловоза»  | до 2000       |                                                                       |
| 4       | Пл. Ленина           | Техникум транспортного строительства | до 2008       |                                                                       |
| 5       | Квартал Дзержинского | ХК «Лугансктепловоз»                 | в 2015        | 06:00 — 17:00                                                         |
| 6       | ХК «Лугансктепловоз» | Областная больница                   | до 2014       | 05:20 — 19:45, интервал 9-18 мин.                                     |
| 7       | ХК «Лугансктепловоз» | Парк Горького                        | до 2014       | 05:45 — 17:40, интервал 44 мин.                                       |
| 8       | Квартал Дзержинского | Автовокзал                           | до 2014       | 06:12 — 17:35, интервал 60 мин.                                       |
| 10      | ХК «Лугансктепловоз» | Автовокзал                           | до 2014       | 05:30 — 18:30, интервал 56 мин.                                       |
| 11      | Кв. Дзержинского     | Техникум транспортного строительства | до 2014       | 05:50 — 18:30, интервал 90 мин.                                       |
| 12      | Автовокзал           | Областная больница                   | до 1995       |                                                                       |
| 13      | Автовокзал           | Техникум транспортного строительства | до 2014       | 05:50 — 19:20, интервал 32 мин.                                       |
| 14      | Пл. Ленина           | 3-й километр                         | до 90-х       |                                                                       |
| 15      | Автовокзал           | Пл. Ленина                           | до 2011       | 05:30 — 18:15, примерно интервал 77 мин.                              |

## История
На заседании Городской думы в 1899 году был рассмотрен и отвергнут проект инженера Кульжинского о строительстве электрического трамвая.
Трамвайное движение в Луганске было открыто 1 мая 1934 года шестью моторными+прицепными вагонами Х Мытищинского производства по двуколейному маршруту № 1 протяжённостью 7,2 км «Паровозостроительный завод — Центр — пос. Алексеевское (сейчас — „3 км“)» по ул. Фрунзе, Шевченко, Ленина. Плата за проезд из конца в конец была установлена в 30 копеек, а до центра — 15 копеек. Позже был введен единый тариф 15 коп.
7 ноября 1934 года введены 2 новые линии «Паровозостроительный завод — Городок Паровозостроительного завода» по ул. Гудованцева, ул. Лянгузова и ул. Дальневосточной, сюда пущен маршрут № 2 и «Паровозостроительный завод — Малая Вергунка» по ул. Фрунзе, пущен маршрут № 3. На последней линии строилось трамвайное депо.

### Маршруты на1 января1935 года
- 1 Паровозостроительный завод — пос. Алексеевское
- 2 Паровозостроительный завод — Городок Паровозостроительного завода
- 3 Паровозостроительный завод — Малая Вергунка

1 мая 1935 года введена новая изолированная линия на Каменном Броде протяжённостью 10,2 км «Вокзал — площ. Ленина (северные проходные Паровозостроительного завода)» по ул. Кирова, мост через реку Лугань, ул. Заречная, ул. Артёма, пущен маршрут № 4.
6 ноября 1935 года введена новая линия в центре города «ул. Шевченко — стадион имени Ворошилова (Жилкомбинат)» по ул. 14-я линия, ул. 4-я Донецкая, ул. Оборонная, сюда пущен маршрут № 5 «Стадион имени Ворошилова — пос. Алексеевское (пос. Лутовиновское)».
К концу 1935 года пущен новый маршрут № 6 «Паровозостроительный завод — Стадион имени Ворошилова».
18 марта 1936 года введена новая линия «ул. Заречная — Парк имени Ленина (Военный городок)» по ул. Артёма, пущен новый маршрут № 7 «Рыбзавод (Вокзал) — Парк имени Ленина (Военный городок)», а позже — маршрут № 8 «площ. Ленина — Парк имени Ленина (Военный городок)».
В 1936 году на изолированной каменнобродской линии построено депо № 2.
6 ноября 1937 года введена новая линия «Стадион имени Ворошилова — Острая Могила» по ул. Оборонной и Краснодонскому шоссе (линия частично использовала имеющуюся ж.-д. ветку к Авиашколе, полностью отдельной от ж.-д. линия стала в 1938 году), пущен маршрут № 9 «Стадион имени Ворошилова — Авиашкола».
В первой половине 1940-х годов закрыты маршруты № 2, № 3, № 6 и № 8, а пущены маршруты:
- 10 пос. Лутовиновское (пос. Алексеевское) — Городок Паровозостроительного завода (объединил маршруты № 1 и № 2)
- 11 Стадион имени Ворошилова — Малая Вергунка (объединил маршруты № 6 и № 3)
- 1 (продлён) пос. Лутовиновское (пос. Алексеевское) — Малая Вергунка (объединил маршруты № 1 и № 3)
- 5 (новый) Паровозостроительный завод — Стадион имени Ворошилова (бывший маршрут № 6)

### Маршруты на1 января1942 года
- 1 пос. Лутовиновское (пос. Алексеевское) — Малая Вергунка
- 4 Рыбзавод (Вокзал) — площ. Ленина
- 5 Паровозостроительный завод — Стадион имени Ворошилова
- 7 Рыбзавод (Вокзал) — Парк имени Ленина
- 9 Стадион имени Ворошилова — Авиагородок (Авиашкола)
- 10 пос. Лутовиновское (пос. Алексеевское) — Городок Паровозостроительного завода
- 11 Стадион имени Ворошилова — Малая Вергунка

С 17 июля 1942 года трамвайное движение было закрыто в связи с оккупацией города и разрушением электростанции.
К 1 января 1944 года восстановлена линия от пос. Лутовиновское («3-й км») до Паровозостроительного завода, но вагоны оставались неисправными. Движение по маршруту № 1 «пос. Лутовиновское („3-й км“) — Паровозостроительный завод» началось 25 марта 1944 года.
1 мая 1944 года восстановлена линия «Паровозостроительный завод — Малая Вергунка», пущен маршрут № 3.
В июне 1944 года восстановлена линия «Паровозостроительный завод — Городок Паровозостроительного завода», пущен маршрут № 2.
15 июля 1944 года восстановлена линия «ул. Шевченко — стадион имени Ворошилова (Жилкомбинат)», пущен маршрут № 6.

### Маршруты на1 января1945 года
- 1 Паровозостроительный завод — 3-й км (пос. Лутовиновское)
- 2 Паровозостроительный завод — Городок Паровозостроительного завода
- 3 Паровозостроительный завод — Малая Вергунка
- 6 Паровозостроительный завод — Стадион имени Ворошилова

19 октября 1945 года восстановлена каменнобродская линия «Вокзал (Рыбзавод) — площ. Ленина», пущен маршрут № 4.
20 ноября 1952 года восстановлена часть линии до Авиашколы «Стадион имени Ворошилова — Авторемзавод (комбината „Ворошиловградуголь“)», продлён маршрут № 6 «Паровозостроительный завод — Авторемзавод», позже открыт маршрут № 5 «3-й км — Авторемзавод».
4 ноября 1953 года продлена линия маршрутов № 5 и № 6 от Авторемзавода до Мебельной фабрики (сейчас — Автовокзал).
20 сентября 1954 года восстановлена линия ул. Заречная — Парк Горького (ранее — Парк имени Ленина), пущены маршруты:
- 7 Вокзал — Парк имени Горького
- 8 площ. Ленина — Парк имени Горького

### Маршруты на1 января1955 года
- 1 Паровозостроительный завод — 3-й км
- 2 Паровозостроительный завод — Городок Паровозостроительного завода
- 3 Паровозостроительный завод — Малая Вергунка
- 4 Вокзал — площ. Ленина
- 5 3-й км — Мебельная фабрика
- 6 Паровозостроительный завод — Мебельная фабрика
- 7 Вокзал — Парк имени Горького
- 8 площ. Ленина — Парк имени Горького

30 апреля 1957 года введена новая линия «ул. Лянгузова — ул. Сталинградская (сейчас — ул. Волгоградская)» по площ. Горького и ул. 26-ти Бакинских Комиссаров, пущен маршрут № 9 «3-й км — ул. Сталинградская».
В 1959 году маршруты № 6 и № 9 объединены в маршрут № 10 «Аккумуляторный завод (Мебельная фабрика) — ул. Сталинградская», маршруты № 6 и № 9 закрыты.
В декабре 1960 года маршруты № 1 и № 2 объединены в маршрут № 11 «3-й км — Городок Паровозостроительного завода», маршруты № 1 и № 2 закрыты.
В начале 1960-х годов закрыт маршрут № 8 «площ. Ленина — Парк имени Горького».
17 октября 1963 года введена новая линия (по довоенной трассе) «Аккумуляторный завод (сейчас — Автовокзал) — Острая Могила», пущен маршрут № 6 «Тепловозостроительный (ранее — Паровозостроительный) завод — Острая Могила», позже пущен новый маршрут № 12 «Аккумуляторный завод (Мебельная фабрика) — Острая Могила».
В середине 1960-х годов восстановлен маршрут № 9 «3-й км — ул. Волгоградская (ранее — ул. Сталинградская)».

### Маршруты на1 января1965 года
- 3 Тепловозостроительный завод — Малая Вергунка
- 4 Вокзал — площ. Ленина
- 5 3-й км — Аккумуляторный завод (Мебельная фабрика)
- 6 Тепловозостроительный завод — Острая Могила
- 7 Вокзал — Парк имени Горького
- 9 3-й км — ул. Волгоградская
- 10 Аккумуляторный завод (Мебельная фабрика) — ул. Волгоградская
- 11 3-й км — Городок Тепловозостроительного завода
- 12 Аккумуляторный завод (Мебельная фабрика) — Острая Могила

В 1965 году (?) закрыт маршрут № 12 «Аккумуляторный завод — Острая Могила».
В 1965 году линия от центра к стадиону имени Ворошилова и дальше до Аккумуляторного завода перенесена с 14-й линии на 15-ю линию в связи со строительством на площ. Героев ВОВ комплекса зданий Ворошиловградского областного совета.
4 ноября (по другим данным, 6 ноября) 1965 года введена новая линия «ул. Шевченко — ул. Кирова» по 7-й линии через новый железнодорожный путепровод: соединены две до этого времени изолированные трамвайные системы (городская и Каменнобродская). Пущены новые маршруты:
- 13 Вокзал — Автовокзал (ранее — Аккумуляторный завод)
- 14 3-й км — площ. Ленина
- 15 Парк имени Горького — Городок Тепловозостроительного завода

В начале 1968 года расширено депо № 1, а депо № 2 преобразовано в вагоноремонтные мастерские.
В 1966 году введена новая линия «Городок Тепловозостроительного завода — квартал „Дружба“ (сейчас — ул. Королёва)» по ул. Херсонской и ул. Ватутина, сюда продлены маршруты № 9 «3-й км — квартал „Дружба“» и № 15 «Парк имени Горького — квартал „Дружба“».
15 ноября 1967 года введена новая линия «Острая Могила — Медгородок (сейчас — Областная Больница)» по Краснодонскому шоссе (сейчас — ул. 50-летия Обороны Луганска), сюда продлён маршрут № 6 «Тепловозостроительный завод — Медгородок».
В 1968 году закрыта часть линии до Городка Тепловозостроительного завода по ул. Лунгузова и ул. Дальневосточной, маршрут № 11 закрыт.
6 ноября 1969 года введена новая линия «ул. Ленина — Цирк» по ул. Институтской (сейчас — ул. В. Сосюры), пущен маршрут № 2 «3-й км — Цирк».

### Маршруты на1 января1970 года
- 2 3-й км — Цирк
- 3 Тепловозостроительный завод — Малая Вергунка
- 4 Вокзал — площ. Ленина
- 5 3-й км — Автовокзал (Аккумуляторный завод)
- 6 Тепловозостроительный завод — Медгородок
- 7 Вокзал — Парк имени Горького
- 9 3-й км — квартал «Дружба» (площ. Обороны)
- 10 Автовокзал (Аккумуляторный завод) — ул. Волгоградская
- 13 Вокзал — Автовокзал (Аккумуляторный завод)
- 14 3-й км — площ. Ленина
- 15 Парк имени Горького — квартал «Дружба» (площ. Обороны)

В 1971 году перенесена линия из центра к автовокзалу с 15-й линии на 16-ю линию.
8 января 1973 года введена новая линия «ул. Оборонная — ул. Волгоградская» по ул. 26-ти Бакинских Комиссаров, пущен новый маршрут № 8 «Автовокзал — ул. Волгоградская — квартал „Дружба“ (площ. Обороны)» и перенаправлен маршрут № 10 «Автовокзал — ул. Волгоградская — Тепловозостроительный завод».
19 ноября 1977 года введена новая линия «Цирк — площ. Горького» по ул. Херсонской (соединилась с линиями на квартал «Дружба» и ул. Волгоградскую), маршрут № 2 продлён до квартала «Дружба»: «3-й км — ул. Сосюры — квартал „Дружба“».
1 октября 1979 года введена новая линия «квартал „Дружба“ (площ. Обороны) — квартал Дзержинского», продлены маршруты № 2, № 8, № 9 и № 15.

### Маршруты на1 января1980 года
- 2 3-й км — ул. Сосюры — квартал Дзержинского
- 3 Тепловозостроительный завод — Малая Вергунка
- 4 Вокзал (Техникум Транспортного строительства) — площ. Ленина
- 5 3-й км — Автовокзал
- 6 Тепловозостроительный завод — Медгородок
- 7 Вокзал (Техникум Транспортного строительства) — Парк имени Горького
- 8 Автовокзал — ул. Волгоградская — квартал Дзержинского
- 9 3-й км — квартал Дзержинского
- 10 Автовокзал — ул. Волгоградская — Тепловозостроительный завод
- 13 Вокзал (Техникум Транспортного строительства) — Автовокзал
- 14 3-й км — площ. Ленина
- 15 Парк имени Горького — квартал Дзержинского

В 1986 году начато строительство депо № 2 по ул. Волгоградской (не окончено, разобрано).
В 1990 году открыта новая линия «ул. Фрунзе — ул. Беломорская» по ул. Беломорской в районе Малой Вергунки, пущен новый маршрут № 3а «ПО „Тепловоз“ (ранее — Тепловозостроительный завод) — ул. Беломорская».
В 1990 году пущен маршрут № 12 «Автовокзал — Областная больница (Медгородок)».
В начале 1990-х годов закрыты маршруты № 5 и № 7.
В августе 1994 года маршрут № 15 разделён (закрыт) на маршрут № 7 «Парк имени Горького — ПО „Тепловоз“» и № 5 «ПО „Тепловоз“ — квартал Дзержинского», маршрут № 14 закрыт.
В первой половине 1990-х годов маршрут № 10 был продлён от ПО «Тепловоз» по ул. Оборонной до Автовокзала, став кольцевым.

### Маршруты на1 января1995 года
- 2 3-й км — ул. Сосюры — квартал Дзержинского
- 3 ПО «Тепловоз» — Малая Вергунка
- 3а ПО «Тепловоз» — ул. Беломорская
- 4 Вокзал (Техникум Транспортного строительства) — площ. Ленина
- 5 ПО «Тепловоз» — квартал Дзержинского
- 6 ПО «Тепловоз» — Областная больница
- 7 Парк имени Горького — ПО «Тепловоз»
- 8 Автовокзал — ул. Волгоградская — квартал Дзержинского
- 9 3-й км — квартал Дзержинского
- 10 Автовокзал — ул. Волгоградская — ПО «Тепловоз» — Автовокзал
- 12 Автовокзал — Областная больница
- 13 Вокзал (Техникум Транспортного строительства) — Автовокзал

В 1995 году закрыт маршрут № 12 «Автовокзал — Областная больница».
В апреле 1995 года закрыто движение по ул. Ленина от ул. Сосюры до 7-й линии в связи со строительством новой эстакады до нового ж.-д. вокзала, закрыт маршрут № 9 (до сентября 1998 года).
1 ноября 1995 года маршрут № 10 вновь вернулся к «восточному полукольцу»: «Автовокзал — ул. Волгоградская — ХК „Лугансктепловоз“ (ранее — ПО „Тепловоз“)».
Во второй половине 1990-х годов пущен маршрут № 15 «площ. Ленина — Автовокзал».
В 1997 году маршрут № 5 закрыт, открыт маршрут № 11 «Техникум Транспортного строительства — квартал Дзержинского».
С сентября 1998 года окончен ремонт трамвайного пути (с апреля 1995 года) у новой эстакады на ж.-д. вокзал, пущен маршрут № 1 «3-й км — ХК „Лугансктепловоз“».
В 2000 году закрыт маршрут № 3а «ХК „Лугансктепловоз“ — ул. Беломорская».
В первой половине 2000-х годов закрыт маршрут № 8 «Автовокзал — квартал Дзержинского».

### Маршруты на1 января2005 года
- 1 3-й км — ХК «Лугансктепловоз»
- 2 3-й км — ул. Сосюры — квартал Дзержинского
- 3 ХК «Лугансктепловоз» — Малая Вергунка
- 4 Техникум Транспортного строительства — площ. Ленина
- 6 ХК «Лугансктепловоз» — Областная больница
- 7 ХК «Лугансктепловоз» — Парк имени Горького
- 10 Автовокзал — ул. Волгоградская — ХК «Лугансктепловоз»
- 11 Техникум Транспортного строительства — квартал Дзержинского
- 13 Техникум Транспортного строительства — Автовокзал
- 15 площ. Ленина — Автовокзал

15 января 2008 года восстановлен маршрут № 8 «Автовокзал — квартал Дзержинского».
16 февраля 2008 года закрыто в связи с ремонтом движение трамвая в каменнобродскую сторону, маршруты № 11 и № 13 перенаправлены на 3-й км: «3-й км — квартал Дзержинского» и «3-й км — Автовокзал», закрыты маршруты:
- 1 3-й км — ХК «Лугансктепловоз»
- 4 Техникум Транспортного строительства — площ. Ленина
- 7 ХК «Лугансктепловоз» — Парк имени Горького
- 15 площ. Ленина — Автовокзал

16 июня 2009 года восстановлено движение в каменнобродскую сторону, 4 декабря 2009 года восстановлен маршрут № 1 «3-й км — ХК „Лугансктепловоз“», перенаправлены до Техникума Транспортного строительства маршруты:
- 11 Техникум Транспортного строительства — квартал Дзержинского
- 13 Техникум Транспортного строительства — Автовокзал

7 декабря 2009 года восстановлены маршруты:
- 7 ХК «Лугансктепловоз» — Парк имени Горького
- 15 площ. Ленина — Автовокзал

6 октября 2011 года закрыт маршрут № 15 из-за нехватки подвижного состава.
На начало 2012 года трамвайная система находилась в плохом состоянии. Интервал движения на линиях составлял час и больше. На большинстве маршрутов выпуск по одному вагону, на маршруте № 6 по два вагона. Пассажиров очень мало.

### Ситуация с2014 года
15 июля 2014 года из-за военных действий трамвай закрыт на неопределённый срок. В июне 2015 года предпринимались попытки восстановить трамвайное движение, было выпущено 5 вагонов, но вскоре движение было приостановлено из-за нерентабельности и дефицита электроэнергии.
В октябре 2020 года власти города демонтировали трамвайные пути на улицах Артема и Оборонной.
По состоянию на январь 2021 года Луганское трамвайное депо на улице Фрунзе безлюдно, персонал разбежался.
В этой связи депутат Госдумы РФ Елена Панина негативно высказалась о ликвидации луганского трамвая:
Недавно большой резонанс вызвал факт пуска луганского трамвая на металлолом. В интернете отмечают невероятную радость по этому поводу в украинских соцсетях и недоумение у луганчан. Ведь трамвай – это символ города, его история. Даже в блокадном Ленинграде ходил трамвай, и это было знаком того, что город жив.
Возможно, в Луганске трамвай обветшал. Но почему никто не понял, какое политическое значение имеет трамвай для фронтового Луганска? И для того, что называется «Русский мир» там, где его пытаются уничтожить?
26 июня 2022 года была снята вся контактная сеть, 18 января 2023 года предприятие ГКП «Луганскэлектротранс» ликвидировано.

## Подвижной состав
По состоянию на 1 января 2010 года маршруты обслуживались вагонами типа:
- КТМ-5М3 (32 вагона в рабочем состоянии из 199) с 1972 года
- КТМ-8 (1 вагон) с 2004 года
- ЛТ-10 (1 вагон из 8) с 1994 года
- К-1 (4 вагона из 5) с 2004 года.

Ранее были также:
- 2-осные моторные Х (56 вагонов) в 1934—1968
- 2-осные прицепные М (58 вагонов) в 1934—1968
- 4-осные моторные (5 вагонов) в 1948—1962
- КТМ-1/КТП-1 (34/34 вагонов) в 1952—1975
- КТМ-2/КТП-2 (91/91 вагон) в 1962—1980
- МТВ-82 (8 вагонов) в 1958—1979